# Температура зорі
Температу́ра зорі́ є одним з найважливіших її параметрів. Вона визначає в цілому вигляд спектру зорі і дозволяє робити висновки стосовно енергії, що випромінюється зорею. Проблема визначення температури зір, а особливо гарячих зір, є досить складною. Можна, наприклад, вказати факт повної непрозорості земної атмосфери для променів з довжиною хвилі λ<2900 А, тобто тієї ділянки спектру, на яку припадає максимум енергії гарячих зір.

## Методи визначення температури зірок

### Іонізаційний
Для гарячих зір ранніх спектральних класів притаманна висока ступінь іонізації, тому оцінивши концентрацію заряджених частинок та електронний тиск можна знайти відповідну температуру використовуючи формулу Саха.

### Спектрофотометричний
Спектрофотометрична температура описує відносний розподіл енергії в певному діапазоні довжин хвиль. Вона також виявляє певні особливості атмосфери зорі (її протяжність), ділянки з великим поглинанням в міжзоряному середовищі.
Вибирається ділянка спектра, вільна від ліній і смуг. Використовуючи залежність ступеня сигналу від логарифма інтенсивності світла(використовуючи характеристичну криву), будують графік залежності різниці логарифмів інтенсивностей від величини(1/λ). Побудувавши по отриманим точкам пряму обчислюють її нахил до осі абсцис(1/λ).
Потім за відомим абсолютним спектофотометричним градієнтом і знайденим відносним спектрофотометричним градієнтом, знаходять шуканий спектрофотометричний градієнт і спектрофотометричну температуру зорі.
Спектрофотометрична температура входить до виразу абсолютного спектрофотометричного градієнту:
Ф=[Const1/T]/[1-Exp(-Const2/λ*T)]
де λ — середня довжина хвилі певного спектрального інтервалу.

### За інтенсивністю емісійних смуг
Використовуючи те, що інтенсивність спектральних ліній збільшується зі збільшенням температури, можна також оцінити температуру зорі.